# Llei Orgànica per a la Millora de la Qualitat Educativa
La Llei Orgànica per a la Millora de la Qualitat Educativa (LOMQE), també denominada «Llei Wert», es va aprovar el 28/11/2013 (en castellà: Ley Orgánica para la Mejora de la Calidad Educativa, LOMCE), reformant la Llei Orgànica d'Educació (LOE, 2/2006, de 3 de maig).
La llei obeeix la necessitat de reduir la despesa pública en educació dins del context de crisi econòmica en el qual es troba Espanya des de 2008. Durant la seva tramitació impulsada per José Ignacio Wert, ministre d'Educació espanyol des del 22 desembre de 2011, provoca una gran quantitat de manifestacions en contra seu a tot el país. Aquestes són encapçalades per estudiants, mestres i grups socials sensibles a la nova classificació que fa la llei de les assignatures de les llengües cooficials en passar d'«assignatures troncals» a «assignatures d'especialització opcionals», innecessàries per a l'homologació dels estudis a Espanya.

## Evolució

### Aportacions a la LOE (LO 2/2006 del 3 de maig)
Aquesta llei inclou, entre d'altres, els següents canvis: 
- Es creen avaluacions al final de Primària i al final de l'Educació Secundària Obligatòria (ESO).
- Es redueix el poder de l'Associació de Mares i Pares d'Alumnes.
- Canvia el caràcter de les assignatures vinculades a l'aprenentatge de llengües cooficials d'«assignatures troncals» a «assignatures d'especialització de caràcter opcional» no necessàries per a l'homologació d'estudis.

### Marc econòmic/social
La seva elaboració s'emmarca dins de les reformes realitzades pel govern espanyol per combatre la crisi iniciada el 2008 enfocant els seus esforços cap a la reducció de la despesa pública en l'apartat d'ensenyament. Durant la tramitació del seu esborrany, aquesta suscita un rebuig generalitzat per part de sectors de població de tot Espanya, que veuen afectats els seus drets per les retallades a la despesa i inversió pública.
Al mateix temps comunitats autònomes amb llengües cooficials encapçalen protestes en l'àmbit social i polític, per pressionar el govern espanyol i impedir que les assignatures de les seves llengües pròpies quedin relegades a la categoria d'assignatures d'«especialització optatives» en lloc d'«assignatures troncals» com havia estat normal fins al moment. En aquest supòsit les llengües cooficials deixarien d'ésser necessàries per a l'homologació dels estudis dels alumnes.
Aquests fets porten al Govern de Catalunya i el seu president, Artur Mas, a l'extrem d'arribar a pactes amb majories parlamentàries properes als dos terços dels diputats, per mantenir una actitud d'insubmissió davant la LOMCE en entendre-la com una invasió de competències per part del govern espanyol, i una reforma constitucional encoberta.

### Reaccions socials
A l'esborrany inicial de la LOMCE, el ministre d'Educació del Partit Popular, José Ignacio Wert, atribueix a totes les assignatures relacionades amb la llengua catalana i la resta de llengües cooficials a Espanya, a la categoria d'assignatures d'especialització amb caràcter optatiu. Aquests canvis reben un gran rebuig social, tant del Departament d'Ensenyament de la Generalitat de Catalunya com de la majoria dels partits polítics catalans, i pel cos de professors, en entendre que aquestes reformes tenen caràcter propi d'etapes anteriors a la democràcia, i obeeixen a un primer pas per destruir el procés d'ensenyament bilingüe vigent anomenat immersió lingüística, en favor de la llengua castellana. Aquest procés d'immersió lingüística estava vigent a Catalunya des dels anys de la transició de la dictadura del general Franco a la democràcia que es va iniciar a finals dels anys 70.
Entre les diferents reaccions generades pels canvis de la LOMCE, el Partit Popular Català sol·licita al ministre d'educació el canvi de la denominació de les assignatures d'especialització optatives per rebaixar-ne el rebuig. Keep calm and speak catalan és un dels múltiples moviment de rebuig als canvis de la LOMCE, impulsada pel ministre de cultura del Partit Popular José Ignacio Wert. El moviment va ser iniciat pel professor de la Universitat Pompeu Fabra, Josep Maria Ganyet, per expressar el rebuig als canvis cercats amb la LOMCE pel govern amb majoria absoluta del Partit Popular i procedeix d'un cartell que contenia la frase Keep Calm and Carry On (en català, "Mantingueu la calma i tireu endavant"), usat pel govern anglès al principi de la Segona Guerra Mundial per pujar la moral de la societat davant la possibilitat d'una invasió del Regne Unit.

### Reaccions polítiques
Al País Valencià els Pressupostos de la Generalitat Valenciana per al 2018 donaven 13 milions d'euros a 15 centres educatius concertats d'educació segregada. Els partits del Consell PSPV i Compromís mostraren el seu rebuig a aquest efecte de la llei.